# مغزرة كاليفورنية
مغزرة كاليفورنية (الاسم العلمي:Polygala californica) هي نوع من النباتات تتبع جنس المغزرة من الفصيلة المغزرية.